# Somport
Somport är ett bergspass i Spanien, på gränsen till Frankrike.   Det ligger i provinsen Provincia de Huesca och regionen Aragonien, i den nordöstra delen av landet, 400 km nordost om huvudstaden Madrid. Somport ligger 1 632 meter över havet.
Terrängen runt Somport är bergig åt sydväst, men åt nordost är den kuperad.Runt Somport är det mycket glesbefolkat, med 7 invånare per kvadratkilometer. Närmaste större samhälle är Sallent de Gállego, 15,8 km öster om Somport. Trakten runt Somport består i huvudsak av gräsmarker.